# 死線からの脱出
『死線からの脱出』（しせんからのだっしゅつ、原題：Born American、フィンランド語：Jäätävä polte、イギリスでの公開タイトル：Arctic Heat）は、1986年制作のアメリカ・フィンランド作映画。
レニー・ハーリン監督のデビュー作品である。主演はチャック・ノリスの長男マイク・ノリス（Mike Norris）で、父親ばりのアクションを披露している。
日本では劇場未公開で、ビデオタイトルは『レッド・プリズン/死線からの脱出』。

## あらすじ
休暇を利用してフィンランドに旅行にやってきた3人のアメリカ人学生、サヴォイ、ミッチ、K.C.は面白半分で国境を越えてソ連領土内に入り、当局に逮捕されてしまう。
強制収容所に入れられた3人は、そこで元CIAのスパイだったという“提督”なる人物や、亡命を希望するナディアという娘と出会い、彼らと共に収容所、そしてソ連からの脱出を企てる。

## キャスト
- サヴォイ：マイク・ノリス（Mike Norris）
- ミッチ：スティーヴ・ダーラム
- K.C.：デイヴィッド・コバーン（David Coburn）
- 提督：タルマス・ラスラーラ（Thalmus Rasulala）
- 密使：アルバート・サルミ
- ナディア：ピータ・ヴオサルミ

## 備考
- 当初はチャック・ノリス主演で制作される予定だったが、撮影の遅れにより降板した[2]。
- 当時、フィンランドで最大の製作費をかけて制作された映画だった[2]。
- 当時のフィンランドでは、ソ連との関係悪化を憂慮して上映禁止となった。
- 冒頭、主人公たちが乗ってきた客船の船内アナウンスの声はレニー・ハーリン監督自身である（クレジットなし）[2]。